# سوليفان سيتي (تكساس)
سوليفان سيتي (بالإنجليزية: Sullivan City)‏ هي مدينة أمريكية تقع في ولاية تكساس.تبلغ مساحة هذه المدينة 9.3 (كم²)،ويبلغ عدد سكانها 3998 نسمة حسب إحصاء سنة 2010 م. تشير إحصاءات سنة 2000م بأن الكثافة السكانية في هذه المدينة تقدر بـ(431.3) نسمة/كم2.

## التركيبة السكانية
حدّد مكتب تعداد الولايات المتحدة بيانات التركيبة السكانية لسوليفان سيتي في تعداد الولايات المتحدة. في ما يلي، التركيبة السكانية حسب تعدادي 2000 و2010.

### تعداد عام 2000
بلغ عدد سكان سوليفان سيتي 3,998 نسمة بحسب تعداد عام 2000، وبلغ عدد الأسر 981 أسرة وعدد العائلات 909 عائلة مقيمة في المدينة. في حين سجلت الكثافة السكانية 429.9 نسمة لكل كيلومتر مربع (1,113.4/ميل2). وبلغ عدد الوحدات السكنية 1,136 وحدة بمتوسط كثافة قدره 122.2 لكل كيلومتر مربع (316.5/ميل2).
وتوزع التركيب العرقي للمدينة بنسبة 64.96% من البيض و0.10% من الأمريكيين الأفارقة و0.03% من الأمريكيين الأصليين و34.09% من الأعراق الأخرى و0.83% من عرقين مختلطين أو أكثر و98.65% من الهسبانيون أو اللاتينيون من أي عرق.
بلغ عدد الأسر 981 أسرة كانت نسبة 68.9% منها لديها أطفال تحت سن الثامنة عشر تعيش معهم، وبلغت نسبة الأزواج القاطنين مع بعضهم البعض 74% من أصل المجموع الكلي للأسر، ونسبة 14.5% من الأسر كان لديها معيلات من الإناث دون وجود شريك، بينما كانت نسبة 4.2% من الأسر لديها معيلون من الذكور دون وجود شريكة وكانت نسبة 7.3% من غير العائلات. تألفت نسبة 6.6% من أصل جميع الأسر من عدة أفراد يعيشون في نفس المنزل ونسبة 3.4% كانت تتألف من شخص يعيش بمفرده يبلغ من العمر 65 عاماً أو أكثر. وبلغ متوسط حجم الأسرة المعيشية 4.08، أما متوسط حجم العائلات فبلغ 4.29.
بلغ العمر الوسطي للسكان 24.2 عاماً. وكانت نسبة 38.5% من القاطنين تحت سن الثامنة عشر، وكانت نسبة 12.9% بين الثامنة عشر والرابعة والعشرين عاماً، ونسبة 27.4% كانت واقعةً في الفئة العمرية ما بين الخامسة والعشرين والرابعة والأربعين عاماً، ونسبة 16.1% كانت ما بين الخامسة والأربعين والرابعة والستين، ونسبة 5.1% كانت ضمن فئة الخامسة والستين عاماً فما فوق. يوجد لكل 100 أنثى 96.2 ذكر، ويوجد لكل 100 أنثى في الثامنة عشر من عمرها فما فوق 94.5 ذكر.
بلغ متوسط دخل الأسرة في المدينة 17,743 دولارًا، أما متوسط دخل العائلة فبلغ 18,056 دولارًا. وكان متوسط دخل الذكور 16,628 دولارًا مقابل 12,670 دولارًا للإناث. وسجل دخل الفرد الخاص بالمدينة 5,131 دولارًا. وكانت نسبة 49% من العائلات ونسبة 47.8% من السكان تحت خط الفقر، وكان من هؤلاء نسبة 52.4% تحت سن الثامنة عشر ونسبة 60.5% في الخامسة والستين من العمر وما فوق.

### تعداد عام 2010
بلغ عدد سكان سوليفان سيتي 4,002 نسمة بحسب تعداد عام 2010، وبلغ عدد الأسر 1,058 أسرة وعدد العائلات 951 عائلة مقيمة في المدينة. في حين سجلت الكثافة السكانية 430.3 نسمة لكل كيلومتر مربع (1,114.5/ميل2). وبلغ عدد الوحدات السكنية 1,163 وحدة بمتوسط كثافة قدره 125.1 لكل كيلومتر مربع (324.0/ميل2).
وتوزع التركيب العرقي للمدينة بنسبة 98.70% من البيض و0.10% من الأمريكيين الأفارقة و0.05% من الأمريكيين الأصليين و1.07% من الأعراق الأخرى و0.07% من عرقين مختلطين أو أكثر و99.60% من الهسبانيون أو اللاتينيون من أي عرق.
بلغ عدد الأسر 1,058 أسرة كانت نسبة 59.4% منها لديها أطفال تحت سن الثامنة عشر تعيش معهم، وبلغت نسبة الأزواج القاطنين مع بعضهم البعض 68.1% من أصل المجموع الكلي للأسر، ونسبة 17.7% من الأسر كان لديها معيلات من الإناث دون وجود شريك، بينما كانت نسبة 4.1% من الأسر لديها معيلون من الذكور دون وجود شريكة وكانت نسبة 10.1% من غير العائلات. تألفت نسبة 8.9% من أصل جميع الأسر من عدة أفراد يعيشون في نفس المنزل ونسبة 4.3% كانت تتألف من شخص يعيش بمفرده يبلغ من العمر 65 عاماً أو أكثر. وبلغ متوسط حجم الأسرة المعيشية 3.78، أما متوسط حجم العائلات فبلغ 4.04.
بلغ العمر الوسطي للسكان 27.7 عاماً. وكانت نسبة 33.3% من القاطنين تحت سن الثامنة عشر، وكانت نسبة 12.1% بين الثامنة عشر والرابعة والعشرين عاماً، ونسبة 26.8% كانت واقعةً في الفئة العمرية ما بين الخامسة والعشرين والرابعة والأربعين عاماً، ونسبة 20% كانت ما بين الخامسة والأربعين والرابعة والستين، ونسبة 7.8% كانت ضمن فئة الخامسة والستين عاماً فما فوق. وتوزع التركيب الجنسي للسكان بنسبة 48.9% ذكور و51.1% إناث.